# Monachoptilas musicodora
Monachoptilas musicodora är en fjärilsart som beskrevs av Edward Meyrick 1934. Monachoptilas musicodora ingår i släktet Monachoptilas och familjen äkta malar.
Artens utbredningsområde är Madagaskar. Inga underarter finns listade i Catalogue of Life.